# Michael Vincent Waller
Michael Vincent Waller (Staten Island, Nueva York; 26 de octubre de 1985) es un compositor estadounidense de música clásica contemporánea.  Ha estudiado con La Monte Young, Marian Zazeela y Bunita Marcus.
Sus composiciones recientes han sido comparadas con Erik Satie, Claude Debussy, Maurice Ravel, Keith Jarrett y Morton Feldman, mezclando elementos de tendencias como el minimalismo, impresionismo, gamelan, música del mundo y clasicismo melódico. Sus obras para piano se han descrito como «evocadora de Debussy pero refractadas a través de un prisma del siglo XXI». El crítico Brian Olewnick lo resumió: «La música de Waller se ha centrado en torno a una especie de clasicismo melódico, una fuente que intento determinar». El crítico Harry Rolnick en la revisión de la actuación de su trío de cuerdas Per La Madre e La Nonna (2012), escribió: «Las armonías eran como algo escrito por Dvořák (quizás sus Cipreses), pero eran obviamente originales».
Sus obras de cámara muestran un rico lirismo y contrapunto, descritas por Steve Smith, de The New York Times como «dulzura lírica» y «pensativa». En la edición de octubre de 2014 de la Brooklyn Rail, George Grella destacó a Waller como un artista emergente, único en Nueva York, que merecía más atención crítica y ser escuchado por un público más amplio: «Los frutos se escuchan en un EP lanzado a principios de este año, Five Easy Pieces, obras para piano interpretadas por Megumi Shibata y Jenny Q. Chai. La música es sutilmente emotiva y muestra sus raíces en Bartók y Debussy sin opacar nunca su propia voz y visión».
Los primeros trabajos de Waller estuvieron muy centrados en la avant-garde, con el uso de la microtonalidad, la entonación justa, nuevas formas abstractas, extensos glissandi y sonoridades aisladas alrededor de frecuentes silencios. En este período también compuso música electroacústica con drones monolíticos y ritmos de interferencia, y un aprecio general por los períodos lentos, las relaciones armónicas exóticas y los fenómenos basados en procesos.
Sus obras posminimalistas de cámara han sido interpretadas por miembros del S.E.M. Ensemble y el FLUX Quartet, actuando en salas como el ISSUE Project Room y el Carnegie Hall. También ha patrocinado un programa de vanguardia en la ciudad de Nueva York, los NewIdeas MusicSeries, con compositores como Phill Niblock, Elliott Sharp, un dúo con David First, y muchas más interpretaciones. En TimeOut Classical escribieron: «El compositor y artista visual Michael Vincent Waller, que también pasa por ser un protegido de La Monte Young y Marian Zazeela, abre la segunda temporada de la serie enchufado con la nueva música».
Recientemente (2 de mayo de 2015), su música de cámara ha merecido la dedicación de un programa de «Atlas 2015» de la Radio Clásica española, con el nombre de «Un joven neoyorquino».